# Kvistoljeskinn
Kvistoljeskinn (Sistotrema oblongisporum) är en svampart som beskrevs av M.P. Christ. & Hauerslev 1960. Enligt Catalogue of Life ingår Kvistoljeskinn i släktet Sistotrema,  och familjen Hydnaceae, men enligt Dyntaxa är tillhörigheten istället släktet Sistotrema,  och familjen Sistotremataceae. Arten är reproducerande i Sverige. Inga underarter finns listade i Catalogue of Life.